# Beaurepaire-sur-Sambre

Beaurepaire-sur-Sambre este o comună în departamentul Nord, Franța. În 1 ianuarie 2022 avea o populație de 277 de locuitori.